# Jourdanton
Jourdanton é uma cidade e a sede de condado do Condado de Atascosa, Texas, Estados Unidos. De acordo com o censo de 2000, vivem lá 3772 pessoas.

## Localização
Jourdanton localiza-se nas coordenadas 28° 55′ 18″ N, 98° 32′ 47″ O.

## Galeria

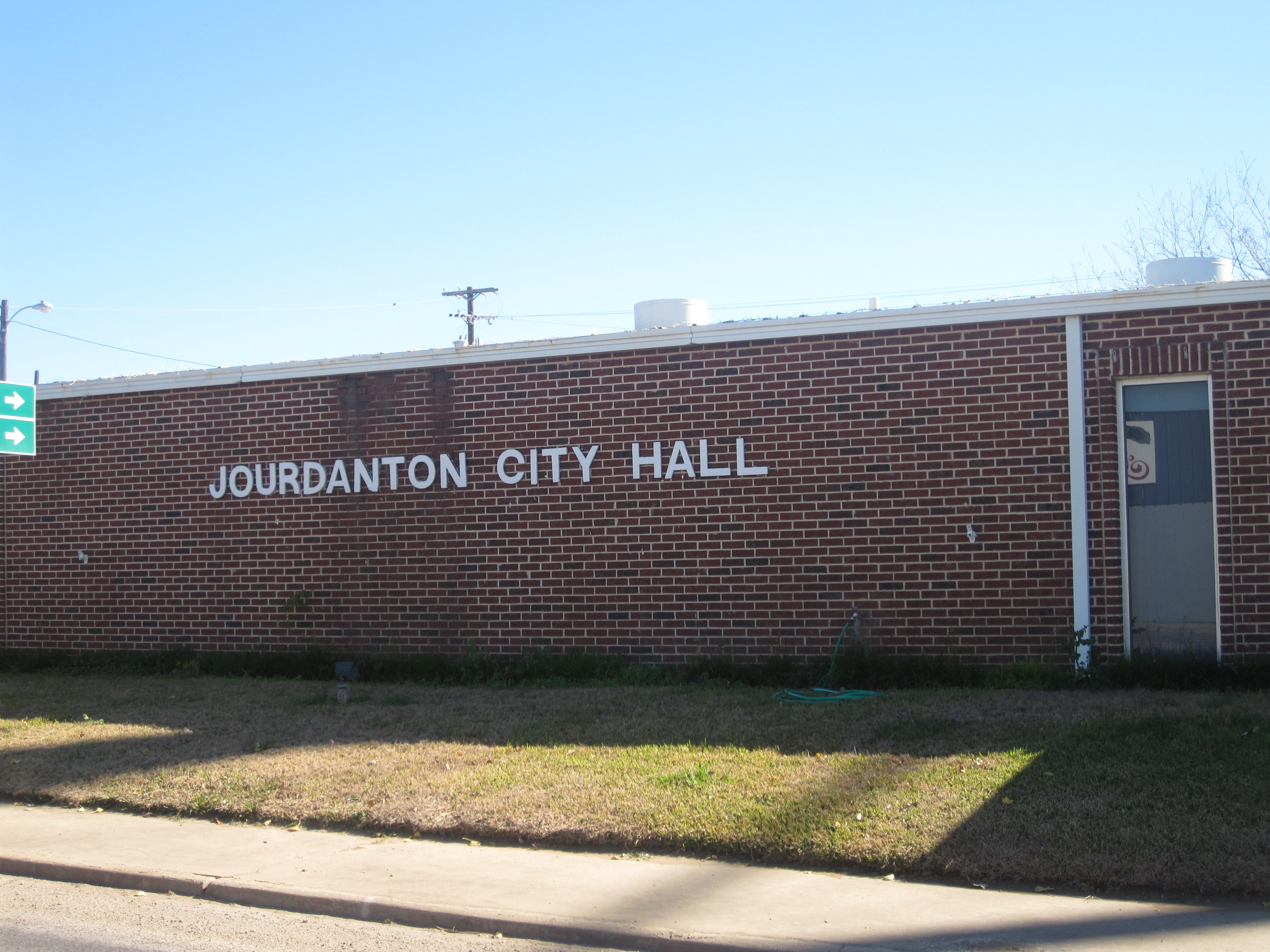
A Câmara Municipal de Jourdanton na Texas State Highway 97
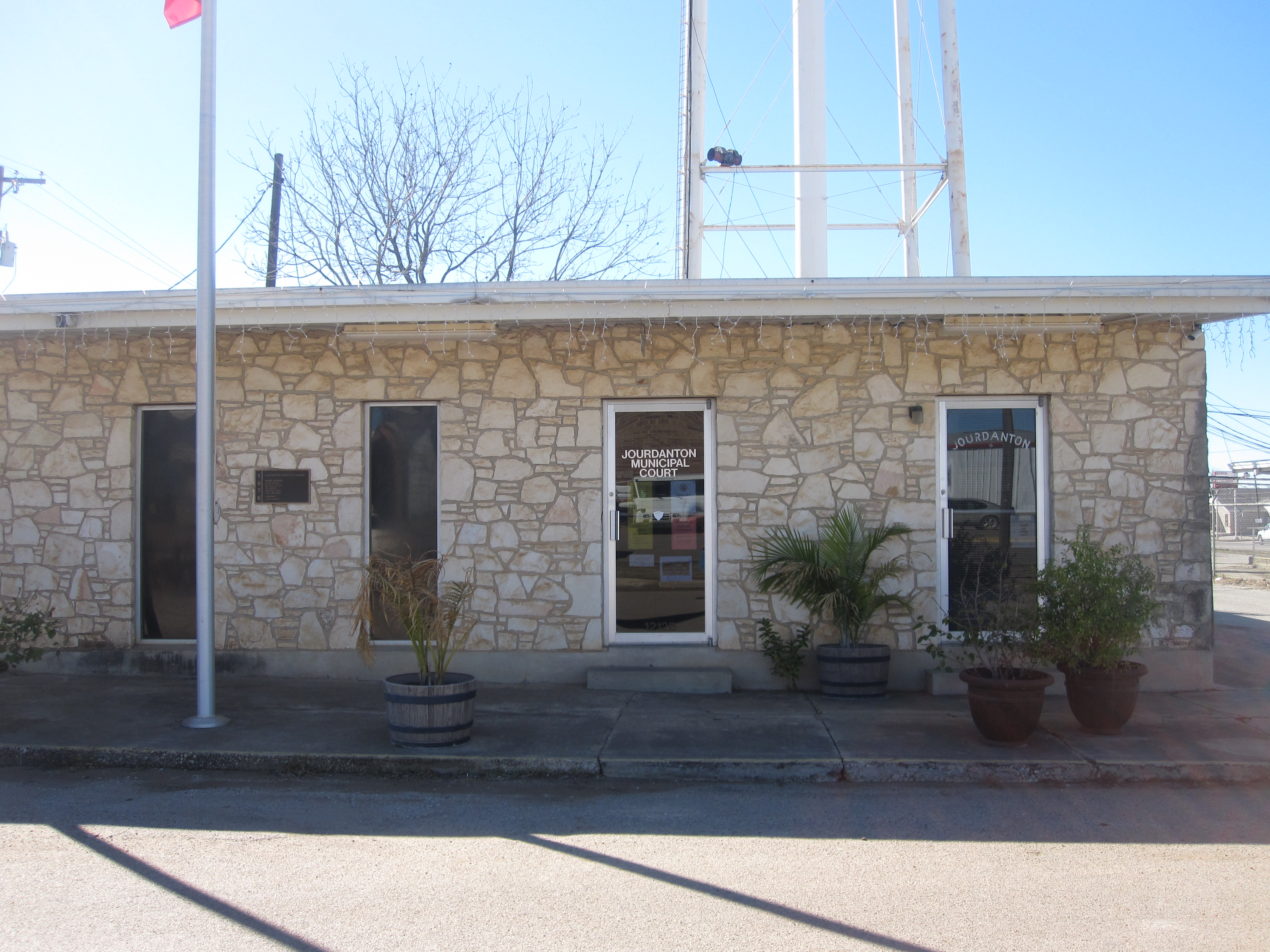
Tribunal Municipal em Jourdanton está adjacente ao departamento de polícia e atrás da Câmara Municipal.
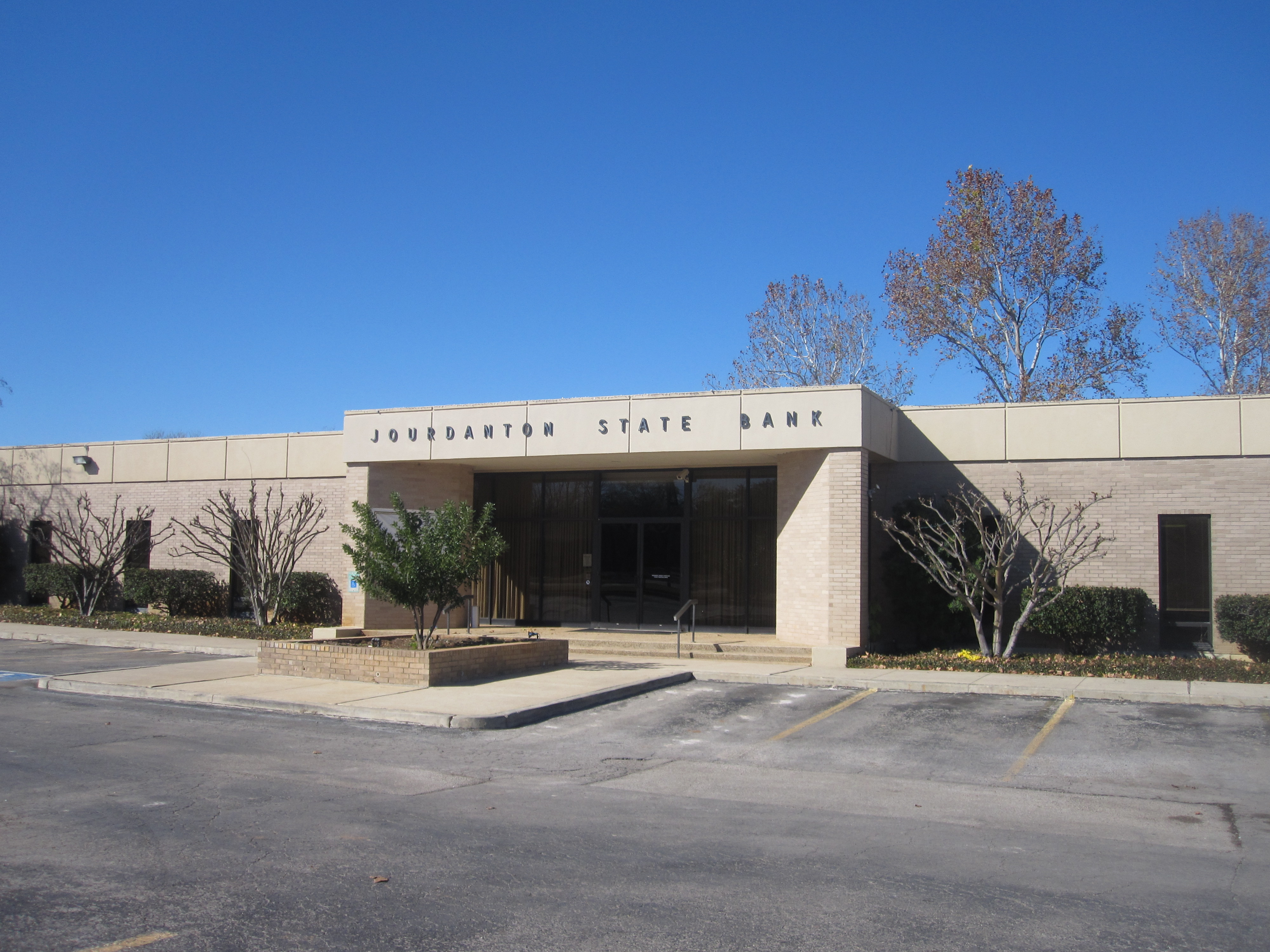
O Banco Estatal de Jourdanton na Highway 97
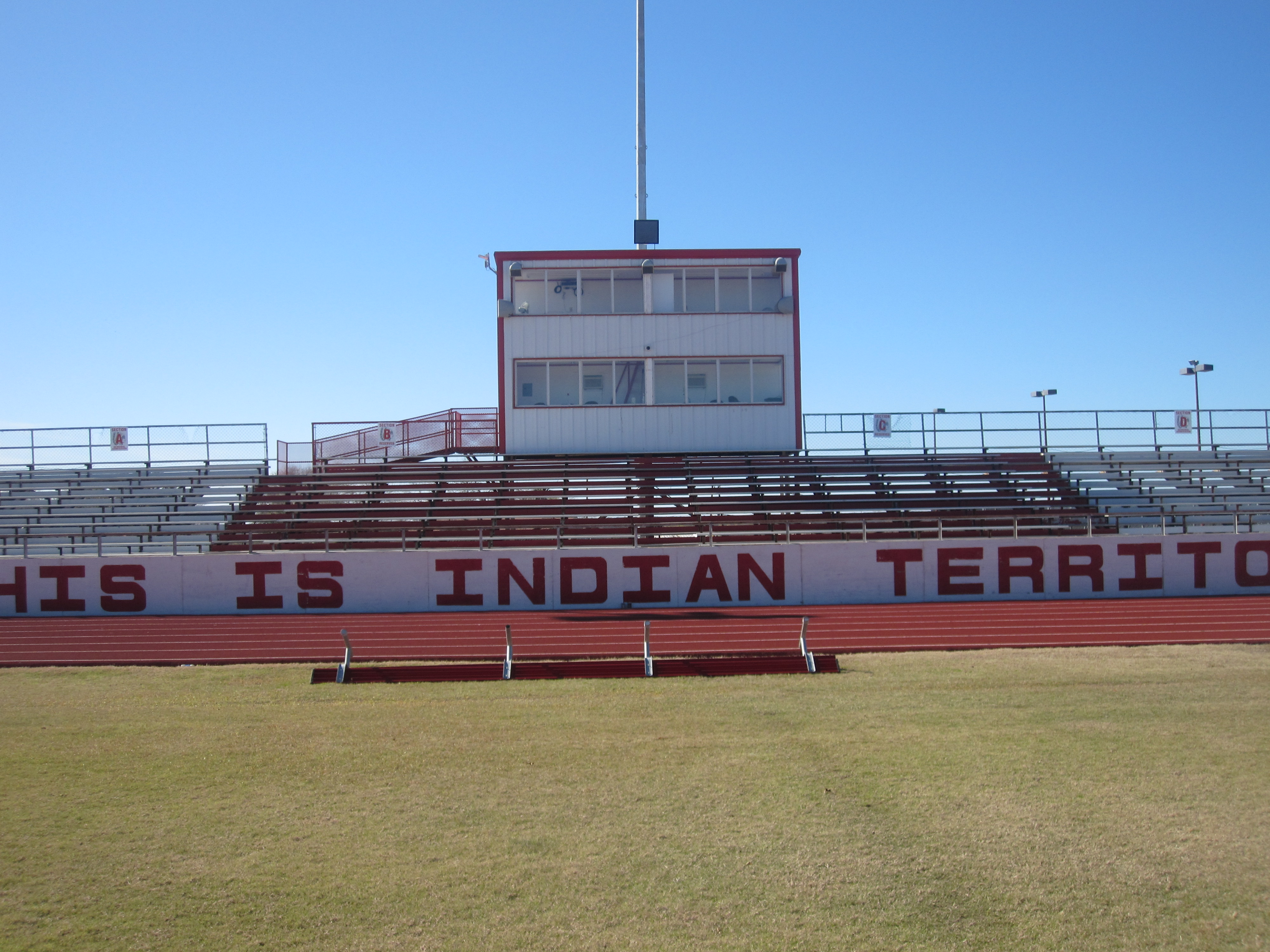
O Estádio Indian, local nativo da equipa de futebol Jourdanton High School Indians.
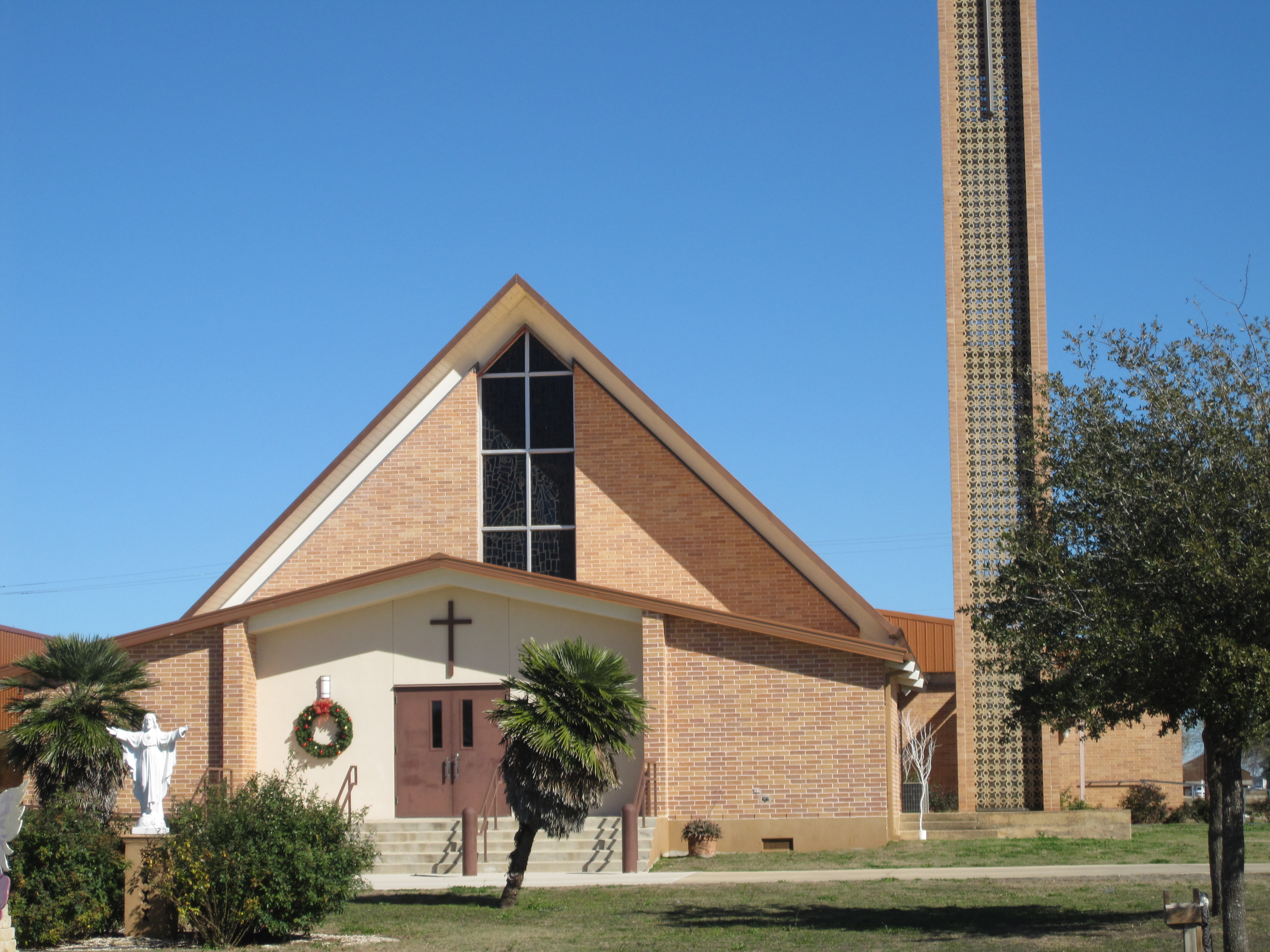
Igreja Católica na Avenida 1608 Campbell em Jourdanton.
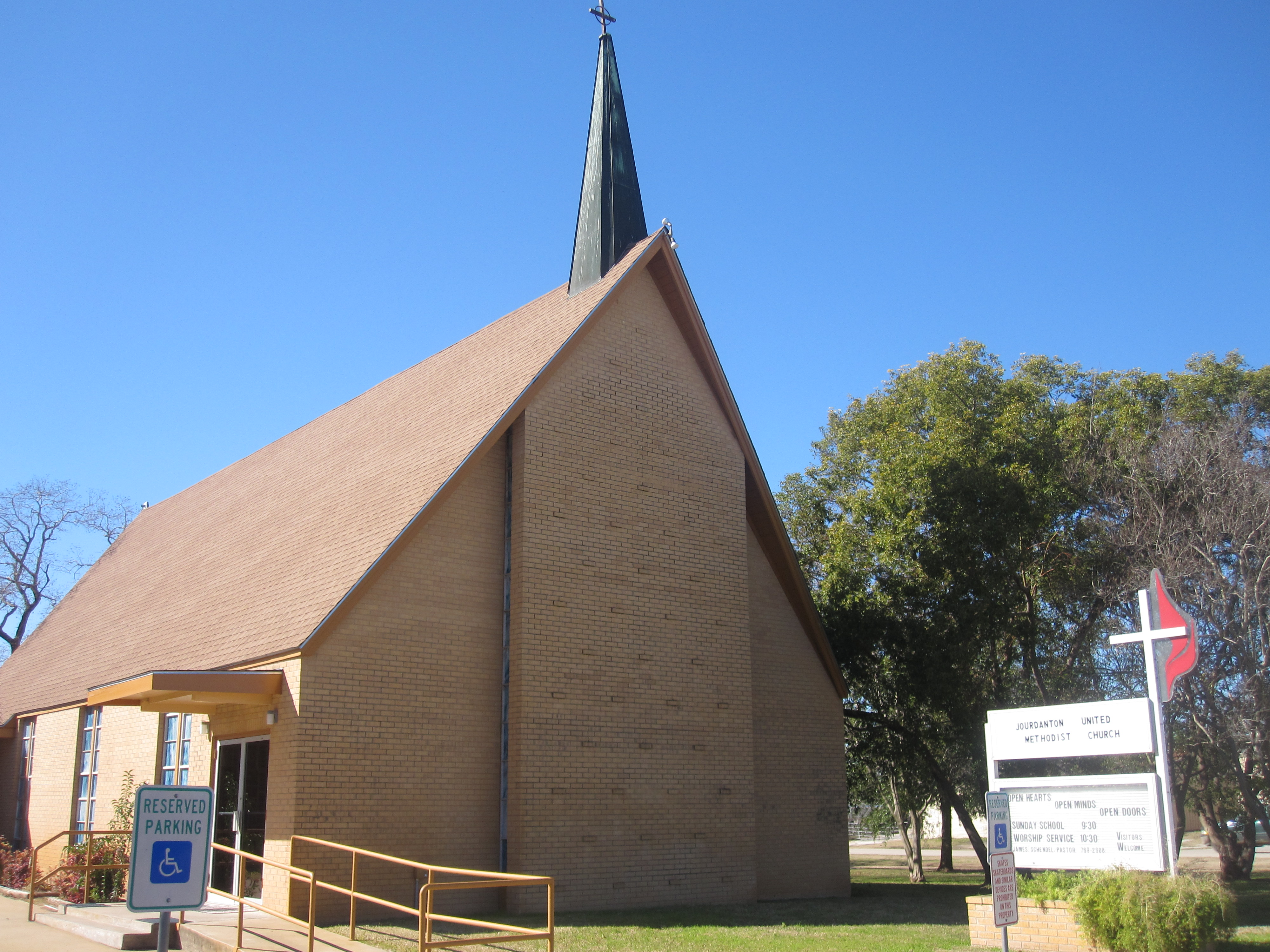
A Primeira Igreja Metodista Unida de Jourdanton foi fundada em 1909 como a Methodist Episcopal Church, South.
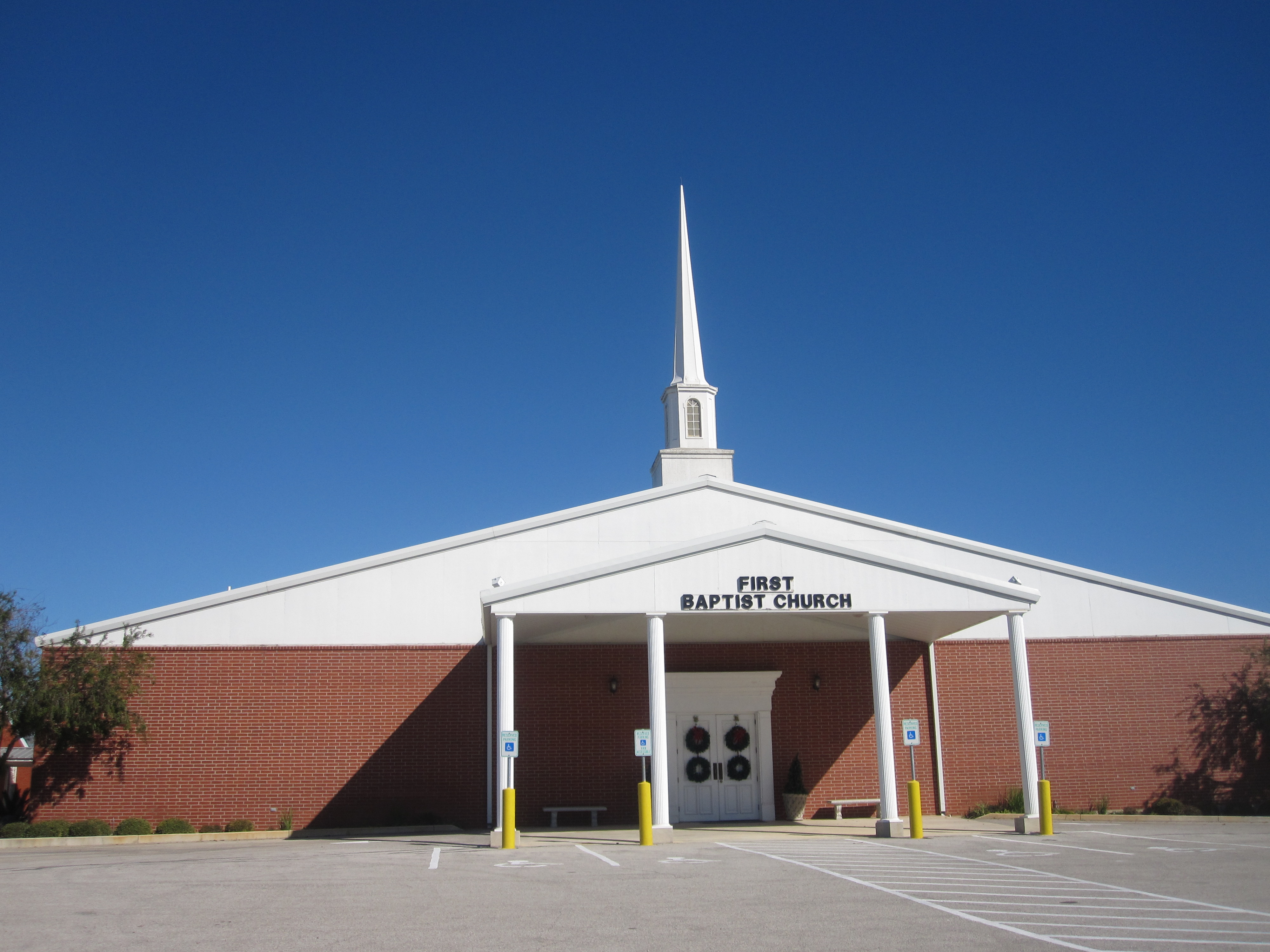
A Primeira Igreja Batista de Jourdanton está localizada na Texas State Highway 16 desde a Escola Secundária de Jourdanton.
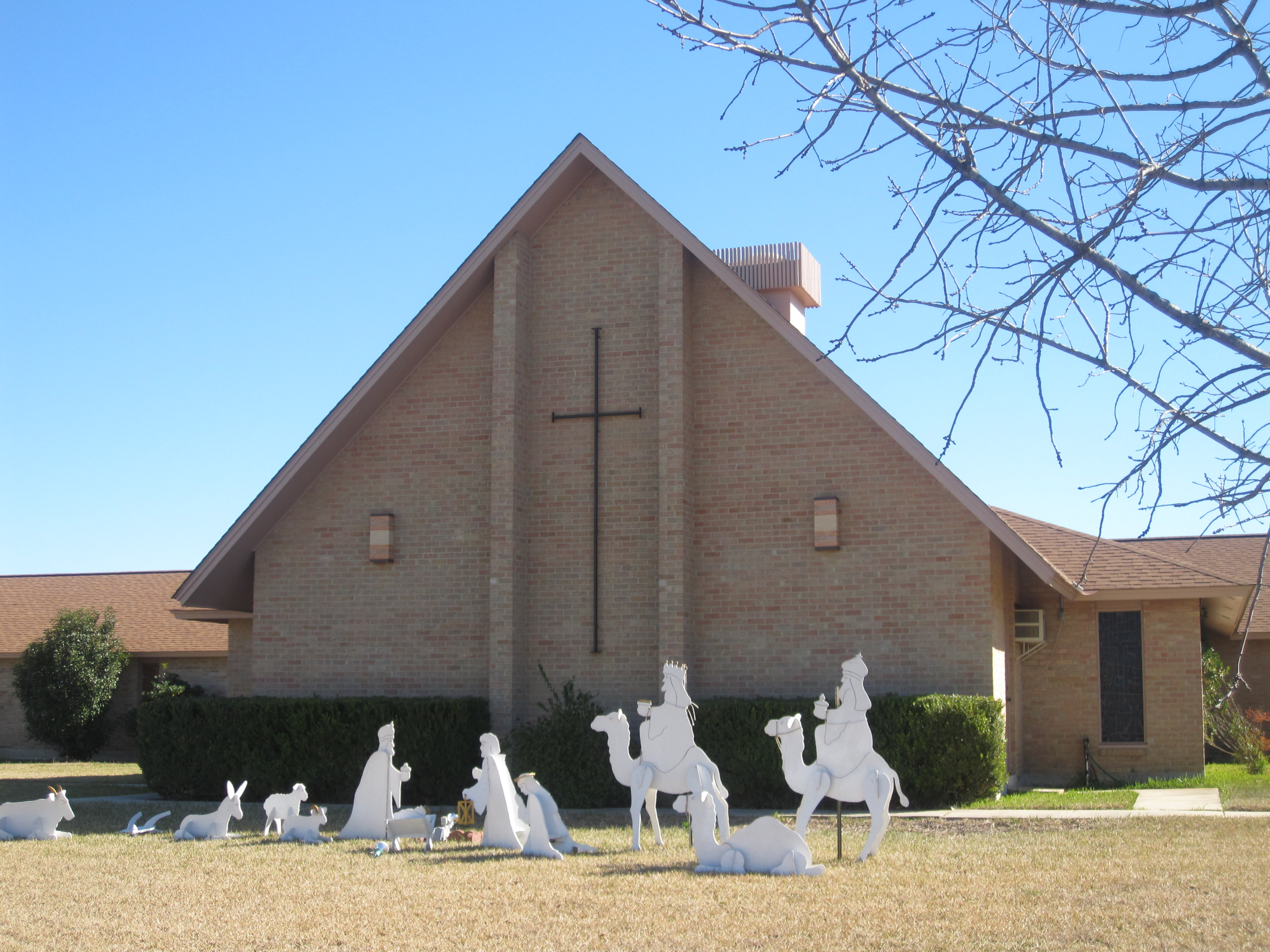
Igreja Luterana St. John em Jourdanton.